# San Miguel, Puebla kommun
San Miguel är en ort i Mexiko.   Den ligger i kommunen Puebla och delstaten Puebla, i den sydöstra delen av landet, 110 km sydost om huvudstaden Mexico City. San Miguel ligger 2 082 meter över havet och antalet invånare är 159.
Terrängen runt San Miguel är platt åt nordost, men åt sydväst är den kuperad. Runt San Miguel är det mycket glesbefolkat, med 4 invånare per kvadratkilometer. Närmaste större samhälle är Puebla de Zaragoza, 14,0 km norr om San Miguel. I omgivningarna runt San Miguel växer huvudsakligen savannskog.